# Riserva naturale orientata Isola di Lampedusa
La riserva naturale orientata Isola di Lampedusa è un'area naturale protetta situata nel comune di Lampedusa e Linosa, in provincia di Agrigento, si trova sulla maggiore delle Isole Pelagie, in una zona di protezione speciale (ZPS) e sito di importanza Comunitaria, fra il Vallone dell'Acqua ad ovest e Cala Greca ad est, e comprende anche l'Isola dei Conigli. La riserva è assegnata in gestione dall'assessorato Territorio e Ambiente della Regione Siciliana a Legambiente Sicilia.

## Il territorio
Lampedusa è la più grande isola dell'arcipelago delle Pelagie, ha una superficie totale di 20 km² ed uno sviluppo costiero di 40 km.
Questa isola, più vicina all'Africa che all'Europa, in effetti è parte della piattaforma continentale africana, e la flora e la fauna sono in parte originarie di questo continente e della sua regione maghrebina.
Geologicamente, Lampedusa, è costituita da depositi calcarei che risalgono al miocene medio-superiore ed in questo sito, allo scopo di tutelare l'ambiente naturale, particolarmente  antropizzato nell'ultimo scorcio di secolo, la Regione Siciliana ha istituito, con DD.AA. 291/44, 16.5.95 - 533/44, 11.8.95, su una superficie di 369,68 ettari, una riserva regionale in una zona di protezione speciale (ZPS) e sito di importanza Comunitaria localizzandola fra il Vallone dell'Acqua e Cala Greca.
Ciò in quanto sul territorio indicato esistono importanti specie faunistico - botaniche - ambientali e paesaggistiche che necessitano di particolare tutela, considerato il ristretto ecosistema.
Il territorio della riserva comprende 12,12 ettari dell'isola di Lampedusa e ne fa parte anche l'Isola dei Conigli.

## Flora
Un tempo ricoperta da una fitta e diversificata macchia mediterranea, l'isola ha subito durante la colonizzazione borbonica la pressoché totale distruzione dell'originaria vegetazione, per rendere il suolo coltivabile ed assegnarlo ai coloni. Ciò ha comportato un progressivo impoverimento del suolo, aggravato dai processi erosivi degli agenti atmosferici.
Nonostante ciò l'isola mantiene una straordinaria ricchezza floristica, con specie assenti nel resto del territorio italiano come il fior di tigre (Apteranthes europaea, una pianta succulenta di origine nord africana, con infiorescenza stellata, presente in Europa unicamente nell'isola e nella Spagna meridionale, o come il fiordaliso acaule (Centaurea acaulis), una specie endemica del Nord Africa.
Altre specie endemiche dell'isola sono la carota selvatica (Daucus lopadusanus), la camomilla selvatica (Anthemis arvensis), il limonio lampedusano (Limonium lopadusanum) e inoltre Suaeda pelagica e Scilla dimartinoi.

Il paesaggio odierno della riserva è dominato dalla gariga, con euforbia, lentisco, timo capocchiuto, camedrio e tè siciliano che sovente lascia il posto ad ambienti di steppa mediterranea, ove troviamo asfodeli, l'endemico Allium lopadusanum, varie asteracee (Pallenis spinosa, Carlina sicula, ecc.) e la scilla marittima (Drimia maritima); negli ambienti costieri prevalgono invece Euphorbia pinea, Thymelaea irsuta, Sedum sediforme, Sedum dasyphyllum, Capparis spinosa e Atriplex halimus.

L'antica macchia mediterranea sopravvive solo in alcuni valloni nelle parti più interne della Riserva, dominati dall'euforbia arborescente (Euphorbia dendroides), con radi insediamenti di ginepro fenicio, carrubo e qualche olivastro. 
Esiste poi una zona di rimboschimento ove il Corpo Forestale della Regione Siciliana, ha effettuato un rimboschimento per la reintroduzione del pino d'Aleppo (Pinus halepensis).

## Fauna
La fauna presenta numerose affinità con quella presente nelle vicine regioni nordafricane.

Tra i mammiferi si annoverano il topo domestico, il ratto nero e il mustiolo; rilevante inoltre la presenza di due specie di pipistrelli: il miniottero (Miniopterus schreibersi) e il vespertilio maggiore (Myotis myotis).
Di particolare rilievo il contingente erpetologico con numerose specie di provenienza nordafricana. Le specie di rettili più comuni sono il geco (Tarentola mauritanica) ed il gongilo (Chalcides ocellatus); di notevole interesse la lucertola striata (Psammodromus algirus), una lucertola esclusiva dell'isolotto dei Conigli, unica stazione italiana di questo sauro; il colubro dal cappuccio (Macroprotodon cucullatus), presente in Italia solo a Lampedusa, e il colubro lacertino (Malpolon monspessulanus insignitus). Particolare importanza ha la presenza della tartaruga marina Caretta caretta, che nidifica con regolarità sulla spiaggia dell'isola dei Conigli . L'unico anfibio presente è infine il rospo smeraldino nord africano(Bufotes boulengeri).

Molto interessante anche l'avifauna dell'isola che vede presenti specie nidificanti come il gabbiano reale, che nidifica sull'isola dei Conigli con una popolazione di circa cento coppie, il gheppio, il falco della regina, il falco pellegrino, il marangone dal ciuffo, la berta maggiore e la berta minore; molte le specie migratorie che sostano a Lampedusa nel corso delle loro migrazioni verso l'Africa, tra cui la tortora, la balia nera, la pispola, il beccafico, il gruccione, la ghiandaia marina, la gallinella d’acqua, la nitticora e tantissime altre.

Anche tra gli insetti esistono specie che testimoniano le affinità tra la fauna lampedusana e quella del Nord-Africa, tra i quali gli endemici Pamphagus ortolaniae, una grossa cavalletta priva delle ali, e lo Julodis onopordi lampedusanus, un coleottero dalla livrea iridata.
Numerose sono, inoltre, le specie per cui Lampedusa costituisce l'unica stazione italiana nota, tra cui Odontura borrei, un ortottero presente, oltre che a Lampedusa, in Tunisia ed Algeria, e di numerosi coleotteri, tra cui Coccinella algerica, Campalita algerica e Exochomus nigripennis.